# کاراابراهیم (آماسیه)
کاراابراهیم (به ترکی استانبولی: Karaibrahim) یک منطقهٔ مسکونی در ترکیه است که در آماسیه واقع شده‌است.